# Tangentknippe

Tangentknippe till en cirkel

Inom matematiken kan man till varje differentierbar mångfald M associera tangentknippet (eller tangentbunten)  TM. TM är den disjunkta unionen av tangentrummen i varje punkt på M;
{\displaystyle TM=\coprod _{x\in M}T_{x}(M).}
Ett element i  TM är ett par (x,v) där x ∈ M  och v ∈ TxM, tangentrummet i x. Det finns en naturlig projektionsavbildning
{\displaystyle \pi \colon TM\to M\,}
som projicerar (x,v) till baspunkten x.

## Topologi och slät struktur
Tangentknippet har en naturlig topologi (som inte är uniontopologin) samt en differentierbar struktur så att tangentknippet själv är en mångfald, och projektionsavbildningen är en differentierbar avbildning. Dimensionen för TM är dubbla dimensionen för M.
Tangentrummet för ett n-dimensionellt vektorrum i en punkt är självt ett n-dimensionellt vektorrum. Som mängd är därför TM lika med M × Rn. Som en mångfald är emellertid TM inte alltid diffeomorf med produktmångfalden M × Rn. Om så är fallet sägs tangentknippet vara trivialt. På samma sätt som mångfalder är lokalt modellerade på euklidiska rum, är tangentknippen till mångfalder lokalt modellerade på M × Rn.
Om  M är en n-dimensionell mångfald, så finns per definition en atlas av kartor (Uα, φα) där Uα är öppna mängder i M och
{\displaystyle \phi _{\alpha }\colon U_{\alpha }\to \mathbb {R} ^{n}}
är homeomorfier. Dessa lokala koordinter på U ger en isomorfi mellan TxM och Rn för varje x ∈ U. Vi kan sedan definiera en avbildning
{\displaystyle {\tilde {\phi }}_{\alpha }\colon \pi ^{-1}(U_{\alpha })\to \mathbb {R} ^{2n}}
genom
{\displaystyle {\tilde {\phi }}_{\alpha }(x,v^{i}\partial _{i})=(\phi _{\alpha }(x),v^{1},\cdots ,v^{n})}
Dessa avbildningar används för att definiera topologin och den differentierbara strukturen på TM. En delmängd A till TM är öppen omm {\displaystyle {\tilde {\phi }}_{\alpha }(A\cap U_{\alpha })} är öppen i R2n för varje α. Dessa avbildningar är nu även homeomorfier mellan öppna delmängder till TM och R2n och utgör därför kartor för en differentierbar struktur på TM. Transitionsavbildningarna mellan två överlappande kartor {\displaystyle U_{\alpha },U_{\beta })} induceras av  Jacobimatriserna för de associaterade koordinattransformationerna och är därför differentierbara avbildningar mellan öppna delmängder till R2n.
Tangentknippet är ett exempel på en mer allmän konstruktion som kallas vektorknippe, eller vektorbunt, som i sin tur är ett specialfall av begreppet fiberknippe. Tangentknippet på en n-dimensionell mångfald kan karakteriseras som det n-dimensionella vektorknippe vars transitionsfunktioner är Jacobimatriserna för de associerade koordinattransformationerna.

## Exempel
Det enkaste exemplet ges av Rn. I detta fall är tangentknippet trivialt och isomorft med R2n. Ett annat enkelt exempel är enhetscirkeln, S1. Tangentknippet till cirkeln är också trivialt och isomorft med S1 × R. Geometriskt är detta en cylinder med oändlig höjd.
De enda tangentknippen som enkelt kan visualiseras är de för den reella linjen R och enhetscirkeln S1. Båda dessa är triviala. För 2-dimensionella mångfalder är tangentknippet 4-dimensionellt och därför inte enkelt visualiserbart.
Det kanske enklaste exemplet på ett icke-trivialt tangentknippe är tangentknippet för enhetssfären S2. Att tangentknippet till S2 är icke-trivialt följer av satsen om den håriga bollen.